# Baltská nížina
Baltská nížina (rusky Прибалти́йская ни́зменность) je nížina na východním pobřeží Baltského moře. Leží především v Estonsku, Lotyšsku, Pskovské a Leningradské oblasti v Rusku. Rozprostírá se až po jižní pobřeží Ladožského a Oněžského jezera a zahrnuje Severolotyšskou, Pskovskou, Ilmeňskou, Něvskou a Ladožskou nížinu. Na jihovýchodě přechází do Smolenské a Valdajské vrchoviny.
Nadmořská výška nížin se pohybuje od 50 do 100 metrů. Je zde mnoho malých jezer a bažin. Půdy jsou podzolované, písčité a částečně bažinaté. Nížiny jsou porostlé borovými lesy, podél říčních niv jsou dubové lesy a louky.
K větším vodním plochám patří Čudské, Pskovské a Ilmeňské jezero.